# 이크티올레스테스
이크티올레스테스(학명: Ichthyolestes, '물고기 도둑')는 약5,000만 년 전(신생대 에오세 초기)의 수륙두지역에 서식하던 포유동물이다. 원시고래의 분류군 중 하나인 파키케투스과에 속한다.
다른 파키케투스과의 동물들처럼, 원시 고래류 중 가장 초기에 해당하고 특화가 덜하며, 이크티올레스테스는 고래류 계통의 육지에서 바다로의 생태전환 과정에서 초기의 사족보행 단계가 드러나는 것으료 보인다.

## 특징
화석은 파키스탄에서 발견되며, 1958년에 기재되어 있다. 본종의 생식당시, 이 지역에는 야트막하니 경사진 테티스 해가 퍼져 있이며, 고온의 시대에 있어서 생물량이 풍부한 열대의 바다인 것으로 여겨진다. 단, 그 형태에서 그들의 주된 생활권은 바닷속이 아니고 물가에 있었다고 추정된다. 육생에 적합한 사지를 가진 원시적 고래그룹인 파키케투스과에 속한 이크티올레스테스는, 기지(旣知)에서 가장 오래된 고래로 여겨지는 파키케투스에 가까운 혈연으로, 약300만년정도 새롭다. 과 중에서는 마지막종이다. 몸의 크기는 여우정도와 같은 과에선 가장 작다. 기본적으로는 육식이고, 작은 동물이나 물고기, 곤충을 포식하고 있었던 것으로 여겨진다.

## 같이 보기
- 에오세